# Чеккарини, Лучо
Лучо Чеккарини (итал. Lucio Ceccarini, 13 декабря 1930, Рим — 14 июля 2009, Рим) — итальянский пловец и ватерполист, нападающий. Бронзовый призёр летних Олимпийских игр 1952 года, бронзовый призёр чемпионата Европы 1954 года.

## Биография
Лучо Чеккарини родился 13 декабря 1930 года в Риме.
Выступал за «Лацио Нуото» из Рима. Был чемпионом Италии по плаванию в эстафете и водному поло.
В 1952 году вошёл в состав сборной Италии по водному поло на летних Олимпийских играх в Хельсинки и завоевал бронзовую медаль. Играл на позиции нападающего, провёл 1 матч, мячей не забивал.
В 1954 году завоевал бронзовую медаль на чемпионате Европы в Турине.
По окончании игровой карьеры был судьёй по водному поло, одним из основателей спортивного клуба «Авентино».
Умер 14 июля 2009 года после продолжительной болезни.

## Семья
Сын — Энрико Чеккарини, ватерполист, играл в чемпионате Италии за «Фьямме Оро».
Дочь — Андреа Чеккарини (род. 1964), пловчиха, участница летних Олимпийских игр 1980 и 1988 годов.